# Trabazos (Castro Caldelas)
Trabazos (llamada oficialmente Santa Olaia de Trabazos) es una parroquia y una aldea despoblada, del municipio español de Castro Caldelas, en la provincia de Orense, Galicia.

## Toponimia
La parroquia también es conocida por los nombres de Santa Eulalia, Santa Eulalia de Trabazos, Santa Olaia y Santabaia de Trabazos.

## Organización territorial
La parroquia está formada por siete entidades de población, constando seis de ellas en el nomenclátor del Instituto Nacional de Estadística español:

### Entidades de población
Entidades de población que forman parte de la parroquia:
- Cambicia
- Condelle
- Pola (A Pola)
- Trandeira
- Ventosa (A Ventosa)

### Despoblados
Despoblados que forman parte de la parroquia:
- Trabazos
- Veiga (A Veiga)

## Demografía

### Parroquia
| Gráfica de evolución demográfica de Trabazos (parroquia) entre 2000 y 2022 |
|                                                                            |
| Datos según el nomenclátor publicado por el INE.                           |

### Despoblado
| Gráfica de evolución demográfica de Trabazos (despoblado) entre 2000 y 2022 |
|                                                                             |
| Datos según el nomenclátor publicado por el INE.                            |